# 小南河水库
小南河水库是中国湖北省襄阳市宜城市境内的一座水库，位于蛮河支流小南河上，建于1967年。水库正常库容为2586万立方米，集雨面积为44.5平方千米，海拔为173米。